# Municipio de Lower Frankford
El municipio de Lower Frankford (en inglés: Lower Frankford Township) es un municipio ubicado en el condado de Cumberland en el estado estadounidense de Pensilvania. En el año 2000 tenía una población de 1.823 habitantes y una densidad poblacional de 47.1 personas por km².

## Geografía
El municipio de Lower Frankford se encuentra ubicado en las coordenadas 40°14′00″N 77°15′59″O / 40.23333, -77.26639.

## Demografía
Según la Oficina del Censo en 2000 los ingresos medios por hogar en la localidad eran de $42,400 y los ingresos medios por familia eran de $46,394. Los hombres tenían unos ingresos medios de $35,278 frente a los $24,856 para las mujeres. La renta per cápita de la localidad era de $18,891. Alrededor del 7,3% de la población estaba por debajo del umbral de pobreza.